# Burgruine Burgau
Die Burgruine Burgau ist eine abgegangene Niederungsburg in Jena im Stadtteil Burgau in Thüringen.

## Lage
Burgau liegt nordwestlich von Lobeda und der Lobdeburg in der Saaleaue auf einer felsigen Terrasse, die nach Süden steil abfällt. Die Alte Saalebrücke Jena-Burgau zeigt die Bedeutung Burgaus als Saaleübergang.

## Geschichte
Ein Schloss Burgau wurde 1305 als wettinischer Sitz erwähnt. Es war im 12./13. Jahrhundert von den Lobdeburgern gegründet worden. Seit etwa 1480 war Burgau Sitz des wettinischen Doppelamtes Jena-Burgau. Reste der Befestigung haben sich in einem abschnittsartigen Graben erhalten, der den kleinen Bergsporn nach Westen abschließt und in einem kleinen Nordhang nach Osten fortsetzt. Auf der nicht überbauten Fläche der ehemaligen Burg fand man 2007 Teile einer Brückenrampe und eines Gebäudes. 1451 wurde die Anlage im Sächsischen Bruderkrieg zerstört und nur in verringertem Umfang wieder aufgebaut. 1753 wurde das Schloss wegen Baufälligkeit bis auf die Grundmauern abgetragen. Die Sicherung der baulichen Reste erfolgte.

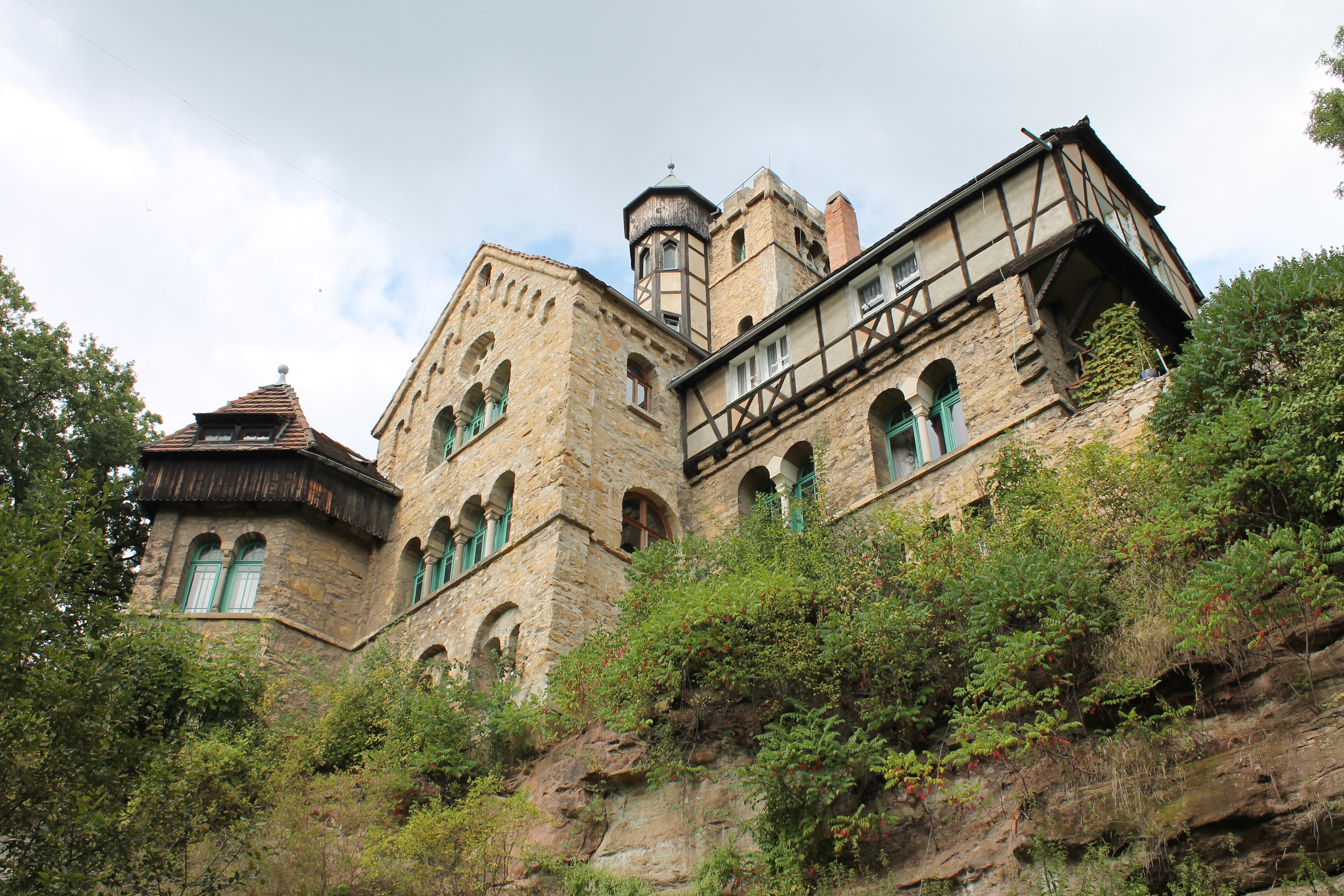
Binderburg

Von 1906 bis 1910 errichtete der Professor Adolph Binder an der Stelle der alten Burg die heutige „Binderburg“. Nachdem er mit seiner Familie 1949 nach Westdeutschland geflüchtet war, wurde die Burg durch die staatliche Wohnungsverwaltung vermietet und verfiel in dieser Zeit zunehmend. Nach der Wende erhielt die Familie Binder das Gebäude zurück und verkaufte es 2003 an den Jenaer Physiker Michael Willsch. Er begann anschließend mit einer umfangreichen Sanierung, die zumeist in Eigenleistung geschah. Teilweise wird die Burg seitdem für Veranstaltungen genutzt.